# Andreas Haisch
Andreas Haisch (* 3. August 1901 in Westerheim; † 4. September 1969 in Kaufbeuren) war Landrat des Landkreises Mindelheim, Mitglied des bayerischen Landtages und Träger des Bayerischen Verdienstordens.

## Leben
Andreas Haisch wuchs als fünftes von elf Kindern eines Bauernehepaares in Westerheim auf. Er studierte Land- und Volkswirtschaft, blieb jedoch Landwirt. Von 1929 bis 1933 versah er das Amt des Bezirksgeschäftsführers im Christlichen Bauernverein und war Geschäftsführer der Kreisbauernschaft Augsburg, Außenstelle Krumbach, der Kreisbauernschaften Nördlingen, Leitmeritz (Sudetenland) und Fürstenfeldbruck. Am 27. Mai 1937 beantragte er die Aufnahme in die NSDAP und wurde rückwirkend zum 1. Mai desselben Jahres aufgenommen (Mitgliedsnummer 5.135.025). Im Jahre 1946 wechselte er als Leiter zum Ernährungsamt Kempten. Zwei Jahre später wurde er Direktor im Bayerischen Bauernverband, Bezirksverband Schwaben. Bei der Wahl zum Bayerischen Landtag am 26. November 1950 errang Haisch das Direktmandat im Stimmkreis Füssen-Marktoberdorf und bei den folgenden Wahlen im Stimmkreis Kaufbeuren-Mindelheim. Aufgrund seines Berufsstandes und seiner Kenntnisse wurde er zum Vorsitzenden des Ausschusses für Ernährung und Landwirtschaft bestellt. Von 1955 bis 1967 bekleidete er das Amt des Landrats im Landkreis Mindelheim. In seine Amtszeit fielen der Neubau des Landratsamtes und des Kreiskrankenhauses Mindelheim. Für seine besonderen Verdienste um die Landwirtschaft erhielt er die Goldene Staatsmedaille und den Bayerischen Verdienstorden. Noch während seiner Zeit als Landtagsabgeordneter verstarb Andreas Haisch an den Folgen eines Verkehrsunfalls in Kaufbeuren und wurde in Mindelheim bestattet.
Sein Sohn Hermann Haisch war von 1978 bis 2006 Landrat des Landkreises Unterallgäu.